# Allobracon pilosipes
Allobracon pilosipes är en stekelart som först beskrevs av William Harris Ashmead 1894.  Allobracon pilosipes ingår i släktet Allobracon och familjen bracksteklar. Inga underarter finns listade i Catalogue of Life.